# Handicap europejski
Handicap europejski (EH) – zakład bukmacherski mający na celu wyrównanie szans na zwycięstwo dla słabszej drużyny z uwzględnieniem 3 opcji wyniku. W ramach EH dodaje się lub odlicza jednej drużynie określoną liczbę goli i w rezultacie – przykładowo – leader wygrywa dopiero z przewagą dwóch bramek, a słabszej drużynie, aby wygrać wystarczy osiągnięcie remisu. Obstawiając tym systemem jest możliwość zakończenia spotkania remisem (inaczej niż w handicapie azjatyckim). Do określenia linii handicapu w przypadku EH stosowane są jedynie liczby całkowite.
Zasady działania handicapu europejskiego przedstawiamy w poniższej tabeli.
| Handicap 0:1 | Handicap -1 | zakład uznany jest za wygrany przy różnicy minimum dwóch goli na korzyść gospodarzy |
| ------------ | ----------- | ----------------------------------------------------------------------------------- |
| Handicap 0:1 | Handicap 0  | zakład uznany jest za wygrany jeśli gospodarze wygrają dokładnie jedną bramką       |
| Handicap 0:1 | Handicap +1 | zakład uznany jest za wygrany przy remisie lub zwycięstwie gości                    |
| Handicap 1:0 | Handicap -1 | zakład uznany jest za wygrany przy różnicy minimum dwóch goli na korzyść gości      |
| Handicap 1:0 | Handicap 0  | zakład uznany jest za wygrany jeśli goście wygrają dokładnie jedną bramką           |
| Handicap 1:0 | Handicap +1 | zakład uznany jest za wygrany przy remisie lub zwycięstwie gospodarzy               |

Wpływ zastosowania handicapu widać także przy wysokościach kursów. Przykładowo, jeśli na zwycięstwo Bayernu bukmacher dawał kurs 1,11 to przy handicapie -2:0 wartość kursu zmieniła się na 2,04.